# قصر الحير الشرقي

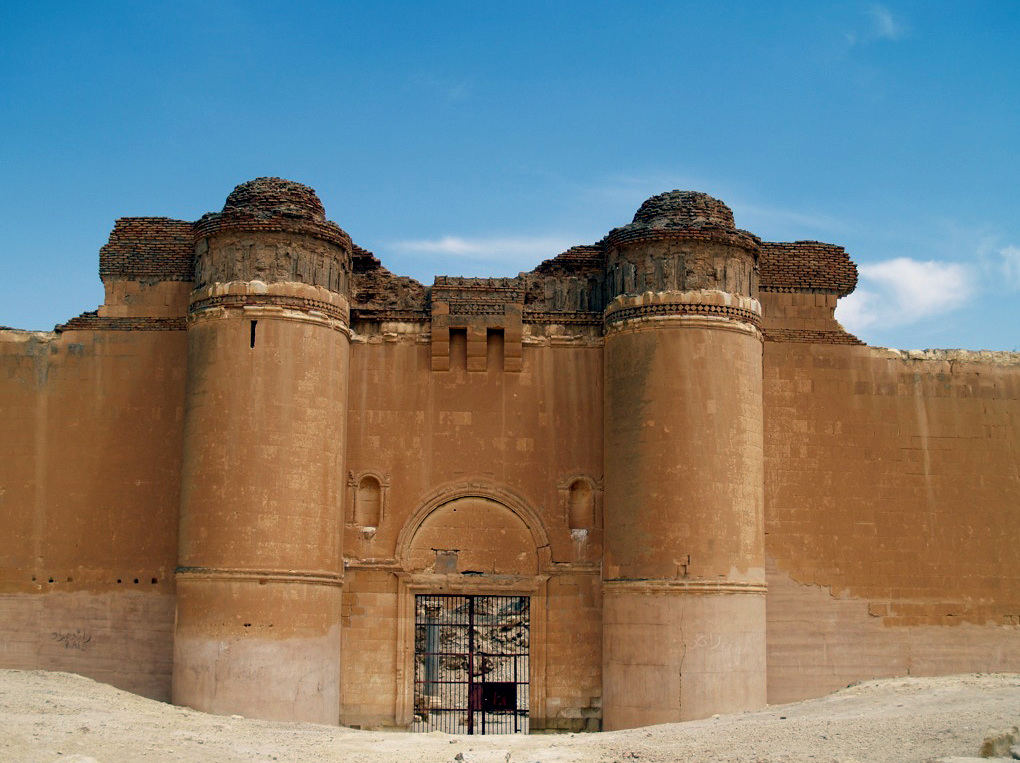
واجهة قصر الحير الشرقي

قصر الحير الشرقي، يقع القصر في البادية السورية بالقرب من مدينة السخنة حوالي 10 كم شرقا وعن مدينة الرصافة حوالي 100 كم بناه الخليفة الأموي هشام بن عبد الملك عام 110 هجرية ويقع القصر ضمن نطاق مدينة أثرية كاملة كانت منتجعا للخليفة في العصر الأموي.

## مكونات القصر
قصر الحير الشرقي عبارة عن قصرين:
- قصر الحير الشرقي الكبير ويبلغ طوله حوالي 160 متراً.
- قصر الحير الشرقي الصغير ويبلغ طول ضلعه 70 متراً.

يقع القصر عند أقدام جبل البشري حيث يلتقي مع سلسلة الجبال التدمرية في وسط سوريا تقريبا وقد بني القصر على شكل مربع تقريبا وله باحة مركزية كبيرة تحيط بها الدور والغرف المزينة بنقوش وزخارف كثيرة (نقل بعضها إلى متحف دمشق الوطني)

## وصف القصر
ويتألف القصر الكبير من طابقين وله بوابة ضخمة محاطة ببرجين دائريين وأبراج وثلاث بوابات في محيط القصر وأبراجه مستديرة وتحيط به البساتين والبيوت الخاصة بالحاشية ودور الخدمة والمخازن والمطابخ والحمامات في مدينة يزيد طول السور الذي المحيط بهذه المدينة على ستة كيلومترات وتحوى المدينة كافة الخدمات إضافة للمباني ومسجد ومعاصر للزيت وصناعة الزجاج وخزانات ماء وقد اكتشفت قناة تمتد لمسافة 5700 متر تنقل المياه إلى داخل أسوار المدينة وإلى القصر من الدير البيزنطي القريب من المكان وتحيط بالقصر البساتين والزراعة، وقد أوضح (هرزفيلد) أحد الأثريين الذين عملوا في الموقع أن بناء المسجد وبعض المرافق قد سبقت بناء القصر ويعد قصر الحير الشرقي مع قصر الحير الغربي الواقع غرب مدينة تدمر نموذج للفن الأموي الذي انتشر في المدن الإسلامية والأندلس بعد ذلك.
وقد زار القصر الكثير من الرحالة والكتاب والمستشرقين وكتب عنه الكثير حيث كتب عنه الكاتب (ألبرت غبرييل) وأطلق علية اسم مدينة في الصحراء ووصف منشآته وأبنيته وأسوار القصر وأسوار وأبراج المدينة الممتدة.

## وصلات خارجية
- قصر الحير الشرقي - وزارة السياحة / سوريا